# Flatpicking
Flatpicking er et engelsk låneord for en spilleteknik med plekter på en guitar. Flatpicking står i modsætning til spillestil, hvor guitaristen slår strengene an med fingrene eller med fingerplektre. 
Begrebet flatpicking opstod i USA, hvor teknikken blev benyttet til at gøre guitaristen i stand til at spille dansemusik, der ellers er beregnet for violin, på guitaren. Den udvikledes først af folkesangeren og guitaristen Doc Watson, men er senere især anvendt i bluegrassmusikken, her kan nævnes Don Reno, Dan Crary, Tony Rice, Peter Rowan, Daryll Scott og Norman Blake som fremtrædende musikere.
Det er senere blevet almindeligt, at man i andre lande indoptager teknikken for at spille sit eget lands dansemusik på guitaren, mest fremtrædende er canadieren J. P. Cormier og visse irske guitarister.
En variant kaldes cross picking, hvor plekteret spiller i mønstre op og ned ad strengene for at efterligne bluegrassens karakteristiske banjostil, den udøves især af Ralph Stanley og Clarence White. 
Teknikken forbindes med folkemusik og bluegrass. Guitarspil med et plekter er også ofte forekommende inden for andre musikgenrer, eksempelvis rock, heavy metal m.v.

What is flatpicking on guitar?
 Der er for få eller ingen kildehenvisninger i denne artikel, hvilket er et problem. Du kan hjælpe ved at angive troværdige kilder til de påstande, som fremføres i artiklen.